# لئارکو گوئرا
لئارکو گوئرا (۱۴ اکتبر ۱۹۰۲ – ۷ فوریهٔ ۱۹۶۳) رکابزن حرفه‌ای اهل ایتالیا بود که در رشتهٔ دوچرخه‌سواری جاده فعالیت می‌کرد. او توانست در سال ۱۹۳۴ برندهٔ جیرو دیتالیا شود. همچنین در سال ۱۹۳۱ قهرمان جهان شد.

## آغاز زندگی
گوئرا در باگنولو سن ویتو در لمباردی زاده شد و پس از تلاش‌هایی برای ورود به فوتبال در سال ۱۹۲۸ وارد دوچرخه‌سواری حرفه‌ای شد. در سال بعد، در حالی که به عنوان رکابزن مستقل یا نیمه حرفه‌ای مسابقه می‌داد، قهرمان ایتالیا شد.

## فعالیت حرفه‌ای
در سال ۱۹۳۰ گوئرا برندهٔ مسابقات قهرمانی جاده ایتالیا شد که نخستین پیروزی از پنج قهرمانی پیاپی او بود. در همان سال، بر سکوی دوم تور دو فرانس قرار گرفت. در سال ۱۹۳۱ در ۴ مرحلهٔ جیرو پیروز شد؛ ولی در مراحل پایانی کناره‌گیری کرد. در همان سال، برندهٔ مسابقات قهرمانی جادهٔ جهان در کپنهاگ شد. در سال ۱۹۳۲ در ۶ مرحلهٔ جیرو پیروز شد و رتبهٔ چهارم را به دست آورد.
در سال ۱۹۳۳ دوباره نایب قهرمان تور دو فرانس و نیز فاتح میلان–سانرمو شد. بزرگترین موفقیت او در سال ۱۹۳۴ به دست آمد. در ۱۰ مرحله از جیرو پیروز شد و قهرمانی آن را به دست آورد. همچنین نایب قهرمان مسابقات قهرمانی جهان و برندهٔ تور لمباردی شد. در جیروی ۱۹۳۵ نیز در ۵ مرحله پیروز شد و در پایان مسابقه، به مقام چهارم رسید.
گوئرا رکورد تعداد پیروزی در یک سال را تا دههٔ ۱۹۷۰ در اختیار داشت. دولت فاشیستی از شهرت او بهره‌برداری کرد.
گوئرا پس از بازنشستگی، مربی رکابزنانی مانند هوگو کوبلت و شارلی گاول بود. او که به پارکینسون مبتلا شده‌بود، در سال ۱۹۶۳ در میلان درگذشت.

## نتایج در گرند تورها
| گرند تور       | ۱۹۳۰ | ۱۹۳۱ | ۱۹۳۲   | ۱۹۳۳   | ۱۹۳۴ | ۱۹۳۵ | ۱۹۳۶   | ۱۹۳۷   |
| -------------- | ---- | ---- | ------ | ------ | ---- | ---- | ------ | ------ |
| جیرو دیتالیا   | —    | —    | ۴      | ناتمام | ۱    | ۴    | ناتمام | ناتمام |
| تور دو فرانس   | ۲    | —    | ناتمام | ۲      | —    | —    | —      | —      |
| ووئلتا اسپانیا | —    | —    | —      | —      | —    | —    | —      | —      |